# Callimetopus albatus
Callimetopus albatus es una especie de escarabajo longicornio del género Callimetopus,  subfamilia Lamiinae. Fue descrita científicamente por Newman en 1842.
Se distribuye por Filipinas. Mide 19-25 milímetros de longitud.